# Бесове
„Бесове“ е роман на руския писател Фьодор Достоевски от 1871 година. Счита се за един от петте шедьовъра на писателя, редом с романите „Юноша“, „Престъпление и наказание“ (1866), „Идиот“ (1869) и „Братя Карамазови“ (1880) – „Петокнижието на Достоевски“.
„Бесове“ е социална и политическа сатира, психологическа драма и трагедия. Джойс Каръл Оутс я описва като най-обърканият и изпълнен с насилие роман на Достоевски, както и най-удовлетворяващата му „трагична“ творба.
„Бесове“ е алегория за потенциалните катастрофални последици от политическия и морален нихилизъм, завладял Русия от 1860 година нататък. В основата на романа е случаен град, който става център на трагични събития и изпада в хаос, след като негови жители решават да извършват революционна дейност, оркестрирана от гения на Пьотър Верховенски. Мистериозната аристократична фигура на Николай Ставрогин, който е контрапункт на Верховенски, оказва изключително влияние върху умовете и сърцата на почти всички герои в романа. Идеалистичното и повлияно от Запада поколение от 40-те години на XIX век, в лицето на Степан Трофимович (баща на Пьотър Степанович и детски учител на Ставрогин), се проявява като несъзнателен катализатор и безпомощен съучастник на бесовете, които обземат града.

## Предистория
През 60-те години на XIX век Русия е в политическа криза, причинена от студентски групи, силно повлияни от либерални, социалистически и революционни идеи, идващи от Европа. През 1869 година Достоевски решава да напише роман, насочен срещу радикалите. Той се концентрира върху групата на студента Сергей Нечаев и реално извършеното убийство на доскорошния им съдружник Иван Иванов в Петровската Аграрна Академия в Москва. Достоевски за първи път чува за Иванов от своя девер, който е студент в академията, и е силно заинтересуван от неговото отхвърляне на радикализма и призива му за приемане на руската православна църква и Романови като истински попечители на руската съдба. Достоевски е ужасен, след като разбира за убийството на Иванов от Нечаевистите и решава да напише политически роман по темата, която нарича „най-важният проблем на нашето време“. Преди това писателят работи върху философски роман ("Животът на великия грешник"), който разглежда психологическите и морални усложнения, произлизащи от атеизма. Политическата полемика, както и философските въпроси се смесват в една творба, която се превръща в Бесове. Докато пише творбата си либералните и нихилистични герои заемат втора позиция, като авторът се концентрира върху аморалния си харизматичен главен персонаж – Николай Ставрогин.
Въпреки че представлява безпощадна атака срещу различните форми на радикална мисъл и действия по това време, "Бесове" не е типичният анти-нихилистичен роман за времето си (като творбите на Николай Лесков например), който да представя нихилистите като измамни и тотално егоистични злодеи в един черно-бял свят. Нихилистие на Достоевски са представени като хора с нормални човешки слабости, които са привлечени в света на унищожителните идеи от суета, наивност, идеализъм и младежка чувствителност. Представяйки си убийството, организирано от Нечаев, Достоевски се опитва да представи различните и многолики мотиви, при които дори най-чистите сърца и най-невинните хора могат да станат извършители на чудовищни престъпления. В дневника си той дискутира връзката между идеите на собственото си (по-възрастно) поколение с това на сегашното и споделя, че като млад също е можел да стане сподвижник на някой като Нечаев. Като млад Достоевски също е член на радикална организация (виж Петрашевци), за което е арестуван и изпратен на заточение в Сибир. Достоевски е част от тайното революционно движение, формирано от членовете на Петрашевския кръг. Основателят и лидерът на организацията – аристократът Николай Спешнев е смятан от мнозина за основното вдъхновение за образа на Ставрогин.

## Разказвач
Историята в романа е разказана от първо лице от вторичен герой – Антон Лаврентиевич, който е близък доверен приятел на Степан Трофимович. Млад, образован, почтен и чувствителен – Антон Лаврентиевич е местен държавен служител, който решава да напише хроника за странните събития, които са се случили в града му. Въпреки че е вторичен герой в разказа, Лаврентиевич има изключително добри познания за всички въвлечени личности в историята, така че понякога историята заприличва на разказана от несъществуващ трети човек. Гласът на разказвача е интелигентен, често ироничен и психологически възприемчив, но е само понякога централен и често дори изчезва. Повечето от сюжета за разгръща чрез диалог, имплицитно и експлицитно чрез взаимодействието между героите, вътрешния диалог на някой герой или чрез комбинация между двете вместо преразказ от разказвача. Авторския стил е наричан от Михаил Бахтин полифоничен. Разказвачът в тази атмосфера съществува по-скоро като агент за записване на синхронизацията на множеството автономни разкази.

## Герои

### Основни герои
- Степан Трофимович Верховенски изтънчен и високо образован интелектуалец, който неосъзнателно допринася за развитието на нихилистичните сили в лицето на сина му Пьотър Степанович и бившия си ученик Николай Ставрогин, който довеждат местното общество почти до колапс. Този герой е огледало на типичния либерален идеалист от 40-те години на XIX век и основно базиран на писателите Тимофей Грановски и Александър Херцен.[9]

Романът започва с чувствителния, но и ироничен разказ на разказвача за характера на Степан Трофимович и неговата кариера. Той започва като лектор в местния университет и за кратко е основна фигура сред тълкувателите на „новите идеи“, които започват да завладяват руския културен живот. Трофимович твърди, че властите го определят за опасен мислител, изхвърлят го от университета и го осъждат на изгнание в провинцията, но в действителност разказвачът пояснява, че едва ли някой от властимащите изобщо е знаел кой е той. Във всеки случай притесненията му го карат да приеме предложението на Варвара Петровна да е погрижи за обучението на единствения и син – Николай Ставрогин.
Целомъдрена, идеалистична и крехка връзка между Степан Трофимович и Варвара Петровна продължава дълго след като завършва обучението. Синът на Трофимович – Пьотър Степанович определя връзката помежду им като: „тя предоставяше капитала, а ти беше нейния сантиментален палячо“. Въпреки че ясно осъзнава своята собствена ерудиция, високите си идеали и голямата си естетическа чувствителност, Степан Трофимович всъщност не прави нищо съществено в научен смисъл. Той е напълно финансово зависим от Варвара Петровна и тя често го спасява от последиците от неговата безотговорност. Когато се почувства, че е бил нечестен или безотговорен в отношенията си към нея, Трофимович се преизпълва със срам в степен до физическо заболяване.
- Варвара Петровна Ставрогина е богата и влиятелна притежателка на земи, живееща в имението Скворешники, където се развива и голяма част от действието в романа. Тя подкрепя Степан Трофимович финансово и емоционално, защитава го, суети се около него и по този начин създава за себе си един романтичен поет моделиран по образа на Нестор Куколник. Тя го популяризира из града като превъзходен интелектуалец – етикет, който той с удоволствие възприема на редовните сбирки на местните „свободни мислители“, често обилно поливани с шампанско. Щедра, аристократична и силно волева, Варвара Петровна се гордее с патронажа си на артистични и благотворителни каузи. Но освен като класическа жена и меценат, тя е екстремно взискателна и непрощаваща, отнасяща се жестоко към Степан Трофимович, когато той я разочарова или унижи по някакъв начин. Когато Пьотър Степанович пристига в града, той веднага се възползва от тези чувства на Петровна към баща му.

Варвара Петровна обожава сина си Николай Ставрогин, но винаги усеща, че има нещо в него, което е изключително сбъркано. Въпреки това тя се опитва да игнорира тези свои притеснения, а Пьотър Степанович допълнително представя негативните качества на Ставрогин пред нея като положителни.
- Николай Всеволодович Ставрогин е централния герой на романа. Той е привлекателен, силен, безстрашен, интелигентен и обран, но в същото време според разказвача в него има и нещо отблъскващо. В обществото той е самоуверен и учтив, но общото му поведение се определя като „строго, замислено и очевидно разсеяно“. Почти всики герои в романа са силно повлияни или се възхищават на Ставрогин, като Пьотър Степанович дори го вижда като предводител на революцията, която се опитва да предизвика. Шатов от друга страна преди време си е представял Ставрогин като силен лидер, който би бил способен да поведе Русия към християнско възраждане. Той обаче си променя мнението за него като един празен син на земевладелец и човек изгубил разликата между добро и зло. Според Шатов, Ставрогин се движи от „страст за нанасяне на мъчение“, но не толкова от удоволствие да измъчва другите, а за да измъчва собствената си съвест и да се намира в състояние на „морална слабост“. В цензурираната глава „При Тихон“, Ставрогин сам споделя, че е не разбира кое е добро и кое зло, загубил е всякаква разлика между двете и освен това смята, че изобщо не съществува добро и зло и че това е просто предразсъдък. В написана на хартия изповед предоставена на Тихон, Ставрогин споделя за множеството си извършени престъпления, сред които е и сексуално възползване от 11 годишно момиче и последвалото му самоубийство, което той не е предотвратил. Пред Тихон Ставрогин споделя и чувството на удоволствие, което изпитва при срамни ситуации, особено в моментите когато извършва престъпление.[11]

В Санкт Петербург Ставрогин тайно се жени за физически и психически болната Мария Лебядкина, която е влюбена в него. Той показва чувства на състрадение към нея, но впоследствие дори става мълчалив съучастник в нейното убийство. От романа не става ясно до каква степен е въвлечен в убийството, но е сигурно, че е знаел за неговото планиране и не е направил нищо за да го предотврати. В писмо, в края на романа, до Даря Павловна, той признава, че се чувства виновен за убийството.
- Пьотър Степанович Верховенски е синът на Степан Трофимович и основната движеща сила на хаоса, който поглъща града. Бащата и синът са репрезентация на връзката между либералните иделисти от 40-те години на XIX век и нихилистичните революционери от 60-те години. Героят на Пьотър Степанович е вдъхновен от революционера Сергей Нечаев и преди всичко методите описани в неговия манифест – „Катехизис на Революционера“. В катехизиса революционерите са съветвани да „подпомагат растежа на бедствието и всяко зло, което ще доведе до изчерпване на търпението на хората и ще ги подтикне към обща революция“.[13] Убийството на Шатов от Верховенски е вдъхновено от убийството на Иванов от Нечаев.[14]

Верховенски твърди пред съратниците си, че е свързан с огромна мрежа от революционни комитети, чиято цел е сваляне на правителството и налагане на социализъм. Той успявя да убеди содвижниците си, че са само една група от много подобни и че техните действия ще подпомогнат възникването на повсеместна революция. Степанович е възхитен от Ставрогин и прави всичко по силите си – чрез манипулация и обмислени действия за да го приобщи към каузата си. Революцията, която той предвижда задължително изисква депотичен лидер и той е сигурен, че силната воля на Ставрогин, неговата харизма и нестихващия му апетит за престъпления са перфектната комбинация за такъв лидер.
Според Ставрогин, Верховенски е просто „ентусиаст“. Във всеки един момент той използва вербалните си способности да манипулира и извлича изгода от хората за собствените си политически интереси. Най-големият си успех постига с жената на губернатора – Юлия Михайловна, като успява да упражни огромно влияние над нея и социалния и кръг. Това влияние, както и непрекъснатото подценяване на авторитети като баща му и губернатора са с цел да доведат до колапс на стандартите в обществото.
- Иван Павлович Шатов е синът на починалия слуга на Варвара Петровна. Като деца тя го прибира заедно със сестра му Даря Павловна под нейна защита и двамата получават обучение от Степан Трофимович. В университета Шатов има социалистически убеждения, но е изключен от там след инцидент. След това пътува в чужбина като възпитател заедно с търговско семейство, но заетостта му приключва след като се жени за гувернантката на семейството, която е отстранена поради „свободомислие“. Двамата обаче се разделят почти веднага поради липса на пари и непризнаване на техния брак. Шатов странства сам из Европа преди да се завърне в Русия.

Във времето, в което се развива романа Шатов напълно е отхвърлил предишните си убеждения и е станал яростен защитник на християнското културно наследство на Русия. Философията на Шатов е твърде близка до популярното по това време Почвеничество, към което Достоевски изпитва симпатии. Както славянофилството, почвеничеството поставя на преден план голямото значение на славянските традиции в Русия като контрапункт на културните влияния идващи от Западна Европа и основно набляга на културната мисия на руската православна църква. Шатов отива по-далеч като дори нарича тази мисия унверсална, вместо напълно руска. Обикновено странен, мрачен и мълчалив, Шатов се превръща в емоционален и приказлив човек когато се обсъждат идеите му. В главата „Нощ“ Шатов влиза в горещ спор със Ставрогин относно Бог, Русия и морала. Като по-млад Шатов също идеализира Ставрогин, но след като вижда същността му и разбира целите на брака му с Маря Тимофеевна, се опитва да го унищожи с яростна критика. Ставрогин въпреки това не се чувства засегнат и подчертава неадекватността на вярата на Шатов, нещо което самият той признава.
Отношенията на Шатов с Верховенски могат да се опишат като взаимна омраза. Верховенски решава да убие Шатов заедно с тайния комитет, който създава, и по този начин още повече да обвърже всички посредством пролятата кръв.
- Алексей Нилич Кирилов е инженер, който живее в една къща с Шатов. Той също има връзка с революционния кръг на Шатов, но от много странен вид – решен е да се самоубие, но освен това да го направи в точно определен от комитета момент за да е в полза на делото.

Както Шатов, Кирилов също е силно повлиян от Ставрогин, но по диаметрално различен начин. Докато Страврогин е подклаждал християнската вяра на Шатов, същевременно е тласкал Кирилов към другата крайност – атеизма и абсолютното върховенство на човешката воля. „Ако Господ не съществува“ твърди Кирилов, „то всичката воля е моя и аз съм задължен да обявя своеволието си“. Това заявяване на своеволието му се състои в акта на самоубийство, като целта е унищожаването на страха от смъртта в човечеството, която според него произтича от вярата в Бог. Той вярва, че чрез това действие и преодоляването на този страх, човечеството ще навлезе в нова ера на Човека-Бог, в която няма друг Бог освен човешката воля.
Въпреки грандиозността на цялата му идея, Кирилов е затворен, много смирен, почти безкористен човек, който е обсебен от идеята да се пожертва в името на едно по-добро човечество. Пьотър Степанович му казва: „Ти не си консумирал идеята си, но идеята те е изконсумирала и затова няма да си способен да я изоставиш“. Мотивите на Кирилов за самоубийството не представляват никакъв интерес за Пьотър Степанович, но той разбира сериозността му и решава да го използва с цел отвличане на вниманието на властите и прикриване на революционната мрежа.

### Други герои
- Лизавета Николаевна Тушина е красива, интелигентна и богата млада дама. Тя е дъщеря на приятелката на Варвара Петровна – Прасковя и освен това също е била ученичка на Степан Трофимович. Тя е дълбоко увлечена от Николай Ставрогин след срещата им в Швейцария и чувствата и към него се колебаят от силна любов до откровена омраза. Тя е съмнителна и ревнива от чувствата на Даря Павловна към него и е екстремно притеснена от странната връзка на Ставродин с Маря Тимофеевна Лебядкина докато бракът им е все още тайна. Лиза се сгодява за братовчед си Маврикий Николаевич, но продължава да бъде фиксирана върху Ставрогин дори след като той признава брака си с Лебядкина.
- Даря Павловна (Даша)  е сестрата на Шатов, протеже на Варвара Петровна и за кратко годеница на Степан Трофимович. Тя е верен приятел и „болногледачка“ на Ставрогин.
- Маря Тимофеевна Лебядкина е жената на Николай Ставрогин. Въпреки че е като дете, психически нестабилна и объркана, тя много често показва ясно съзнание относно това, което се случва около нея и има много прилика с юродивството.
- Капитан Игнат Лебядкин е братът на Маря Тимофеевна. Той получава пари от Ставрогин за грижите, които полага за сестра си. Почти постоянно е пиян и упражнява физическо насилие над Маря. Смята се за поет и често рецитира собствените си стихове. Въпреки че го е страх от Ставрогин, той е постоянна заплаха за разкриването на тайния им брак. Въвлечен е без негово желание в плановете на Пьотър Степанович и готовността му да направи донос е една от причините за неговото последвало убийство.
- Федка каторжника е избягал каторжник, който е заподозрян в множество кражби и убийства извършени в града. Първоначално е бил слуга на Трепан Трофимович, но е продаден в армията с цел да покрие загубите от хазарт на Трофимович. Федка убива Маря Лебядкина и нейният брат по наставление на Пьотър Степанович. Ставрогин първоначално се противопоставя на идеите за убийството, но впоследствие дава мълчаливо съгласие.
- Андрей Антонович фон Лембке е губернаторът на областта и една от основните мишени на Пьотър Степанович в неговия план за социален разпад. Въпреки че е добър и съвестен изпълнител, Антонович се оказва напълно неспособен да отговори правилно на машинациите на Пьотър Степанович. Откъснат от жена си, която е превърната в марионетка на конспираторите, фон Лембке изпада в нервна криза и в пълна неспособност да се справи с хаоса.
- Юлия Михайловна фон Лембке е жената на губернатора. Нейните либерални идеи и желание за социално издигане са използвани максимално от Пьотър Степанович и тя се превръща в негова пионка до злополучно завършилия организиран от нея бал.
- Семьон Йегорович Кармазинов е залязващ писател и близък съратник на Юлия Михайловна и Варвара Петровна. Героят му е карикатура на Иван Тургенев, автор на друг анти-нихилистичен роман – Бащи и синове (1862). От поколението на Степан Трофимович, Кармазинов е суетен, претенциозен и самовлюбен писател, който без срам се опитва да се интегрира сам в кръга на Пьотър Степанович и допринася доста за популяризирането на нихилистичните му идеи сред либералния елит.
- Шигальов и историк и социален теоретик, интелектуалецът в революционната група на Пьотър Степанович. Той написва цял план за организацията на пост-революционния свят на човечеството, но не успява да го изложи напълно пред останалите съратници. Основната му идея е 90% от обществото да бъде поробено от останалите 10%. Равенството на стадото трябва да се постигне чрез налагането на полицейска държава, държавен тероризъм и унищожаване на интелектуалния, артистичен и културен живот. Пресмята, че трябва да бъдат убити стотина милиони души до достигане на целта.
- Тихон е монах и духовен съветник, който се появява единствено в цензурираната глава „При Тихон“. Пред него Ставрогин предоставя писмената си изповед, в която излага собствените си престъпления. След като я прочита Тихон предлага на Ставрогин да се отдаде на монашество, но Ставрогин отхвърля идеята.

## Цензурирана глава
Редакторът на „Руский вестник“ – Михаил Катков отказва да публикува една от главите на романа – „При Тихон“, въпреки опитите на Достоевски да направи всичко възможно тя да бъде включена. В главата Николай Ставрогин отива при монаха Тихон, където му предоставя да прочете ръчно написана от него изповед за извършените си престъпления. В нея той разказва как се възползва сексуално от 11-годишно момиче и впоследствие става свидетел на нейното самоубийство чрез обесване без да направи нищо за да го предотврати. Ставрогин освен това споделя, че женитбата му с Маря Тимофеевна е опит да осакати живота си поради факта, че не може да забрави тази случка и страхът, който изпитва впоследствие. Достоевски смята, че тази глава е изключително важна за да се разбере психологията на Ставрогин и се опитва отчаяно да я запази в ръкописа чрез ревизии и концесии до Катков. Опитите му обаче не успяват и той е принуден да се отърве от нея и да пренапише други части от романа, които се занимават със Ставрогин. Достоевски не публикува главата в бъдещите издания на романа, но тя е публикувана в модерните издания като приложение. На английски език е преведена от С. С. Котелиански и Вирджиния Улф и към нея се прилага есе за Достоевски от Зигмунд Фройд.

## Като пророчество
Събитията случващи се в Русия, както и действията на Парижката комуна убеждават Достоевски, че светът е навлезнал в апокалиптична ера. Достоевски вижда Откровението на Йоан не само като утешително послание към християните от първото хилядолетие по време на мъченията, които преживяват, а и като пророчество, което ще се сбъдне по негово време. Достоевски е убеден, че комунистите ще победят един ден, без значение дали са прави или не, но този триумф ще бъде много далеч от Небесното царство. Той твърди, че този триумф трябва да бъде приет, независимо че хората, които управляват света по негово време нямат никаква идея за това.
След руската революция от 1917 година много автори посочват пророческите характеристики на Бесове. През 1920 година Андре Жид пише, че целия роман пророкува дословно революцията, която се извършва в Русия. В СССР много дисиденти намират прилики на съветската полицейска държава със системата споделена от Шигальов по време на революционната сбирка на Пьотър Степанович и другарите му. Борис Пастернак, Игор Шафаревич и Александър Солженицин наричат описаната от Достоевски Шигальовщина за пророческа, имайки предвид репресиите след Октомврийската революция. Пастернак често използва термина „шигальовщина“ когато говори за Голямата чистка на Йосиф Сталин. Според Ричард Певеар, Достоевски дори предрича появата на Ленин с описанието на последния рецитиращ на злополучния бал в Скворешники: „Беше възнисък, четирийсетинагодишен, плешив, с прошарена брадичка, прилично облечен. Но най-интересното беше, че на всяко завъртане вдигаше десния си юмрук, размахваше го във въздуха и внезапно го спускаше, сякаш разбивайки на пух и прах някакъв противник.“

## Адаптации
- 1913, пиеса поставена от Московския театър.
- 1959, френска пиеса Обсебените написана от Албер Камю.
- 1967, „Китайката“, филм на Жан-Люк Годар
- 1969, минисериал на BBC Обсебените адаптиран Ленъкс Филипс
- 1988, Френски филм Les Possédés на Анджей Вайда